# Davy Chou
Davy Chou (en camboyano: ដេវី ជូ; nacido el 13 de agosto de 1983) es un cineasta camboyano-francés. Ha escrito, dirigido y producido varias películas. Chou hizo su debut en el largometraje con Diamond (2016) seguido por la película Return to Seoul (2022).
Davy Chou fundó la productora Vycky Films en 2009, con Jean-Jacky Goldberg y Sylvain Decouvelaere. Además, Chou ha trabajado para fomentar el cine en Camboya, creando un colectivo en 2009 que está aliado con seis universidades. Ayudó a organizar y curar un festival de cine patrimonial en Phnom Penh en 2013, el primero en Asia.

## Carrera

### Prominencia
Su primer largometraje narrativo, Diamond Island, se proyectó en la sección de la Semana Internacional de la Crítica en el Festival de Cine de Cannes de 2016 y ganó el Premio SACD. El proyecto había sido desarrollado a través del programa TorinoFilmLab Framework en 2015.
Chou escribió y dirigió Return to Seoul (2022), n drama sobre una joven coreano-francesa, criada desde la infancia en Francia, que viaja a Seúl y empieza a explorar lo que puede significar para ella. Se estrenó en los cines de Estados Unidos y otros países en 2022. La película se estrenó en el Festival de Cine de Cannes y fue preseleccionada para el Premio Óscar a la mejor película internacional. En la primavera de 2023, pasó a la transmisión en Netflix, Amazon Prime y otras fuentes.